# Милош Рогановић
Милош Рогановић (Врбас, 23. децембар 1991) је српски шаховски велемајстор. 

## Шаховска каријера
Милош Рогановић је стекао титулу интернационалног мајстора 2009. и титулу велемајстора 2017. године. Учесник је Европског екипног првенства 2009. и Шаховске олимпијаде 2018. године. Тренери су му били велемајстори Душан Рајковић и Никола Седлак.

## Академска каријера
Рогановић је 2014. завршио основне, а 2015. мастер студије економије на Економском факултету у Суботици. Докторирао је на Високој школи за пословну економију и предузетништво у Београду, где од 2016. ради као асистент у настави.

### Стручни и научни радови[2]
- Cogoljević, D., Gavrilović, M., Roganović, M., Matić, I., Piljan, I. [2018]. Analyzing of consumer price index influence on inflation by multiple linear regression, Physica A: Statistical Mechanics and its Applications, North Holland, 505, 941-944.

- Zimonjić, S., Gavrilović, M., Roganović, M. [2018]. Metode procene vrednosti akcija i kreiranje vrednosti za akcionare. Trendovi u poslovanju, 11(1), 39-50.

- Roganović, M., Popović, J., & Gavrilović, M. [2017]. Ekspanzija protekcionističkih mera kao posledica svetske ekonomske krize. Poslovna ekonomija, 11(1), 30-46.

- Đekić, M., Gavrilović, M., Roganović, M., & Gojković, R. [2017]. The Role of Investment Funds in Countries with Transition Economies. Economic Analysis, 50(1-2), 1-12, Belgrade: Institute of Economic Sciences, ISSN 1821-2573

- Roganović, M., Mijalković, J. [2017]. Leadership Style as a Prerequisite for Better Business of Local Media After the Privatization Process, Sixth International Scientific Conference EMPLOYMENT, EDUCATION AND ENTREPRENEURSHIP (EEE2017), ORGANISATIONAL BEHAVIOR AND TYPES OF LEADERSHIP STYLES AND STRATEGIES IN TERMS OF GLOBALIZATION, 162-179.